# Спілве (Рига)
Спілве (латис. Spilve) — мікрорайон у складі Курземського району Риги, до якого входять такі частини міста, як Лієла-Муйжа, Подрагс та Ратсупе. Мікрорайон Спілве розташований на лівому березі Даугави між Даугавою та Болдерайською залізницею. Межами мікрорайону є Даугавгрівське шосе, лінія до Даугави та власне Даугава, ставок Роню, лінія до вулиці Даугавгрівас, залізничний вузол та Болдерайська залізниця. Він межує з такими мікрорайонами, як Болдерая на півночі, Волері на сході, Кіпсала (з якою не має сухопутного сполучення), Ільгюціємс й Іманта на півдні та Клейсти на заході. 
Загальна площа мікрорайону Спілве складає 9,576 км², що є майже вдвічі більшим за середній показник площі мікрорайонів Риги. Довжина меж міста за периметром складає 15 728 м, які на заході та півдні чітко визначає залізниця, на північному сході — Даугавгрівське шосе, а на сході — середня лінія Даугави.
Найголовнішою туристичною пам'яткою Спілве є аеропорт.

## Назва
У латиській мові слово «spilve» означає рослину родини осокових — пухівку, що схожа на очерет та тростину. У Латвії ця рослина є типовою для боліт. Зараз у водно-болотних лугах Спілве також можна зустріти великі зарості очерету.

## Історія
Вважається, що на широких лугових рівнинах Спілве у доісторичні части річка Лієлупе впадала у Даугаву. Але потім, коли Лієлупе скоротила своє русло і почала впадати напряму в Ризьку затоку, на цих територіях утворилося велике болото, на якому могли рости пухівки.

### Локалізація
Згідно із картою Ризького патримоніального округу кінця XVII століття, західні простори Спілве оточував шлях на Буллі (Куршський шлях), а зі сторони Даугави — шлях на Даугавгріву; між ними були розташовані луги та мизи бюргерів. Ільгюціємс та Спілве сполучалися шляхом для пішоходів та кінних обозів, що вів від Зундської переправи через Ільгюціємс до Болдераї. На цьому місті згодом утворилося сучасне Даугавгрівське шосе. У XVII столітті Спілве була заселена здебільшого уздовж берега Даугави та біля сучасного мікрорайону Волері. У XVIII столітті поодинокі селянські будинки, що знаходилися у Спілве, причислялися до парафіяльного округу Пінькі (нім. Pinkenhof Kirchspiel).

### Луги та мизи Спілве
Господарське використання лугів Спілве почалося лише наприкінці XV століття. У Середні віки у лугах Спілве неподалік від Ільгюціємса знаходилися володіння конвента Святого духу, а далі в сторону Даугавгріви були володіння Ризького рату, Лівонського ордену та домського капітулу. Далі від Даугави знаходилися володіння Корда Бартмана.
Лівий берег Даугави за часів Середньовіччя був луговим передмістям для мешканців Риги, адже сіно взимку було так само необхідне, як пасовища улітку. Протягом багатьох століть селяни використовували рівнини Спілве як пасовиська для худоби та для косіння сіна. Територія у середній течії Хапакаґравіса по обидві сторони від сучасної Болдерайської залізничної лінії до самого ХХ століття мала назву «Війгрієжньські луги» (латис. Vijgriežņu pļavas). У XVII столітті луги були розділені між містом та казною. У тій частині Спілве, що належала державі, луги розподілили між низкою чиновників та гарнізоном Ризької фортеці. Частина лугів, що належала місту, була передана у ведення міського рату; їх використовували міські установи та приватні особи. Особлива служба була утворена для постійної охорони територій.
Також у XV столітті на лівому березі Даугави між лугами почали з'являтися невеликі садиби (мизи) містян та духовних установ. У Спілве знаходилися такі мизи, як миза Хапака, миза Ессена, миза Кокес та інші. Миза Хапака була однією із найбільших миз Спілве; вона знаходилася у районі, де зараз розташоване розгалуження Даугавгрівського шосе та вулиці Зіла. Вона здебільшого використовувалася як орендне житло влітку, хоча тут було розвинуте и сільське господарство. Відомо, що за шведських часів у мизі Хапака було оброблене поле площею близько 0,5 га.
Біля мизи Бекера, що знаходилася неподалік, також було оброблено досить багато земель. Як у більшій частині миз, що знаходилися біля великих шляхів, тут була споруджена корчма. Територія мизи Бекера все ще зберігає свою назву, щоправда, зараз вона називається Бекєрмуйжа (латис. Beķermuiža).
Для осушення місцевих боліт з часом були прориті декілька каналів, що отримали свої назви на честь миз, біля яких протікали. Найвідомішими з них є канали Бекєраґравіс та Хапакаґравіс.
Неподалік від Ільгюціємса біля лугів Спілве колись утворилися землі мизи Ессена; зараз ці території зберігають назву «Лієла-муйжа» (латис. Lielā muiža), — альтернативну назву мизи. Хоча власники цієї мизи протягом століть часто змінювалися, ще у 1927 році на плані Риги вона мала назву мизи Ессена. Історія цієї мизи почалася у 1615 році, коли голова міського рату Каспар Дрелінг викупив поля біля Спілве. Після одруження спадкоємиці мизи Гертруди Дрелінг із головою рату Андреасом Готаном назва мизи відповідно змінилася. Мизу успадкував їх син, також голова рату, Пауль Готан, який у 1774 році продав її своєму зятеві Іммануелю Юсту Ессену. Ессен був пастором Домської і Петерської парафії та колекціонером рідкісних і заборонених книг, який листувався зокрема із просвітниками Вольтером, Дідро та прогресивними педагогами свого часу. У другій половині ХІХ століття миза опинилася у володіннях вдови російського купця Попова. Наразі збереглася головна будівля цієї мизи.
На території Спілве знаходиться також промисловий округ Подрагс. Вперше він згадується у 1675 році як хутір при млині, також у ХІХ столітті тут була дамба, що регулювала течію Даугави. Пізніше тут з'явилася лісопильна; у 1868 році тут почали виробляти цемент. Подрагс увійшов до склади Риги ще на початку ХІХ століття.
Назва Спілве також пов'язана з одним із центральним епізодів Великої Північної війни (1701 — 1721) — Спілвською битвою між саксонськими та шведськими військами 9 липня 1701 року. На світанку цього дня в темряві шведські війська переправились через Даугаву між мизами Кремера та Балта і у ході тригодинної битви розбили саксонські війська. Перемога у Спілвській битві закріпила перевагу шведської армії на початковому етапі Великої Північної війни.
У 1873 році була збудована Болдерайська залізниця, що проходила від Риги до Болдераї на довжині 18 км через луги Спілве. У Спілве ще у першій половині ХХ столітті поля активно використовувалися для потреб сільського господарства. Сіно з лугів Спілве використовувалося для конів та корів, що були у господарствах. У ХХ столітті у східній частині Спілве були організовані садові колонії, за радянських часів тут також знаходилися сільськогосподарські території Булдурського радгосптехнікуму.

### Аеропорт Спілве
У 1920-х рр. у Спілве на території у 51 га було збудовано аеропорт, який у 1930-х отримав назву «Повітряний порт Спілве» (латис. Spilves gaisa osta). Його власником було місто Рига, а орендатором — Департамент пошти та телеграфу. Вже у 1920-тих рр. були побудовані два ангари: для розміщення літаків, що обслуговували рейс Рига—Лієпая, та приватних літаків. Для регуляції порядку повітряного сполучення була споруджена будівля вокзалу із залами очікування для пасажирів, поштою, митницею, поліцією, комендатурою, метеорологічною станцією, рестораном тощо. Міжнародного значення аеропорт Спілве набув у 1928 році, коли Рига увійшла до мережі німецько–російського транспортного товариста «Deruluft» і з того часу тут розміщували літаки, що виконували авіарейси із Німеччини до Москви та Петербурга.Згодом до цієї компанії доєдналися також польські, шведські та російські авіатовариства. Наприкінці 1930-х рр. аеропорт Риги входив до авіаліній Берлін—Рига—Таллінн—Гельсінкі, Афіни—Бухарест—Варшава—Рига—Таллінн—Гельсінкі, Стокгольм—Рига—Москва, Рига—Лієпая. Аеродром Спілве також обслуговував потреби військової авіації Збройних сил Латвії; статус головного аеродрому військової авіації він зберігав до 1940 року. З 1930 року в аеропорті Спілве розміщувалася й авіація Айзсаргів, яка вела особливо активну діяльність після 1934 року. Більше будівель, наприклад, сучасні ангари та житлові приміщення для керівництва булм споруджені саме за вимогою Айзаргів.
За часів розквіту аеропорту Спілве у ньому знаходилися 56 літаків; зараз лише іноді можна побачити низку літальних апаратів, що використовуються для прийому парашутистів. На жаль, не була реалізована ідея про перетворення аеропорту Спілве на музей авіації. Коли Ризька дума отримала будівлі аеропорту (усього 59), багато із них були у незадовільному стані. У дуже запущеному стані також ошатна будівля головного терміналу аеропорту, збудована у стилі сталінського неокласицизму 1950-х рр., що мала бути збережна як архітектурна пам'ятка свого часу.

### У складі Риги
Спілве була включена до складу Риги у 1924 році, утворивши разом із Болдераєю та Даугавгрівою 13 поліцейських округів. Зараз ця територія знаходиться у складі Курземського району, який за радянських часів називався Ленінським. Сьогодні широкі рівнини Спілве приваблюють іноземних інвесторів, які тут, на самому березі Даугави у податковій зоні Ризького вільного порту, охоче прагнуть створювати свої виробничі та транзитні структури.

## Географія
Рельєф Спілве низовинний та рівнинний, висота основної частини мікрорайону не перевищує 2 м над рівнем моря. Винятком є південно-західна частина, де проходить Нордекю-Калнціємська дюнна гряда (до 17 м над рівнем моря). Більшу частину мікрорайону займають заболочені рівнинні луги, що тягнуться у напрямку з південного заходу до північного сходу смугою завдовжки до 8 км та завширшки до 3 км.
З південно-східної сторони до Спілве примикає Даугава. У центральній частині мікрорайону протікають Хапакаґравіс, Спілвесґравіс та Лачупіте, які разом з меліораційними каналами дренують територію мікрорайону.
Згідно із сучасним планом розвитку Риги природні території та території насаджень займають 173,3 га, або 18,1% від площі Спілве. Насправді неосвоєних природних територій тут набагато більше, але частина з них юридично відноситься до Ризького вільного порту та не мають статусу територій, що перебувають під охороною. Більшу частину території мікрорайону займають сімейні городи.
Біля меж мікрорайону на південному заході та північному заході є ділянки лісу.

## Громадський транспорт

### Автобус
- № 3: Даугавгріва — Плявнієкі
- № 30: Площа Стаціяс (Привокзальна) — Болдерая
- № 54: Площа Стаціяс (Привокзальна) — Волері

### Маршрутне таксі
- № 246[10]: МТС — Болдерая

## Галерея

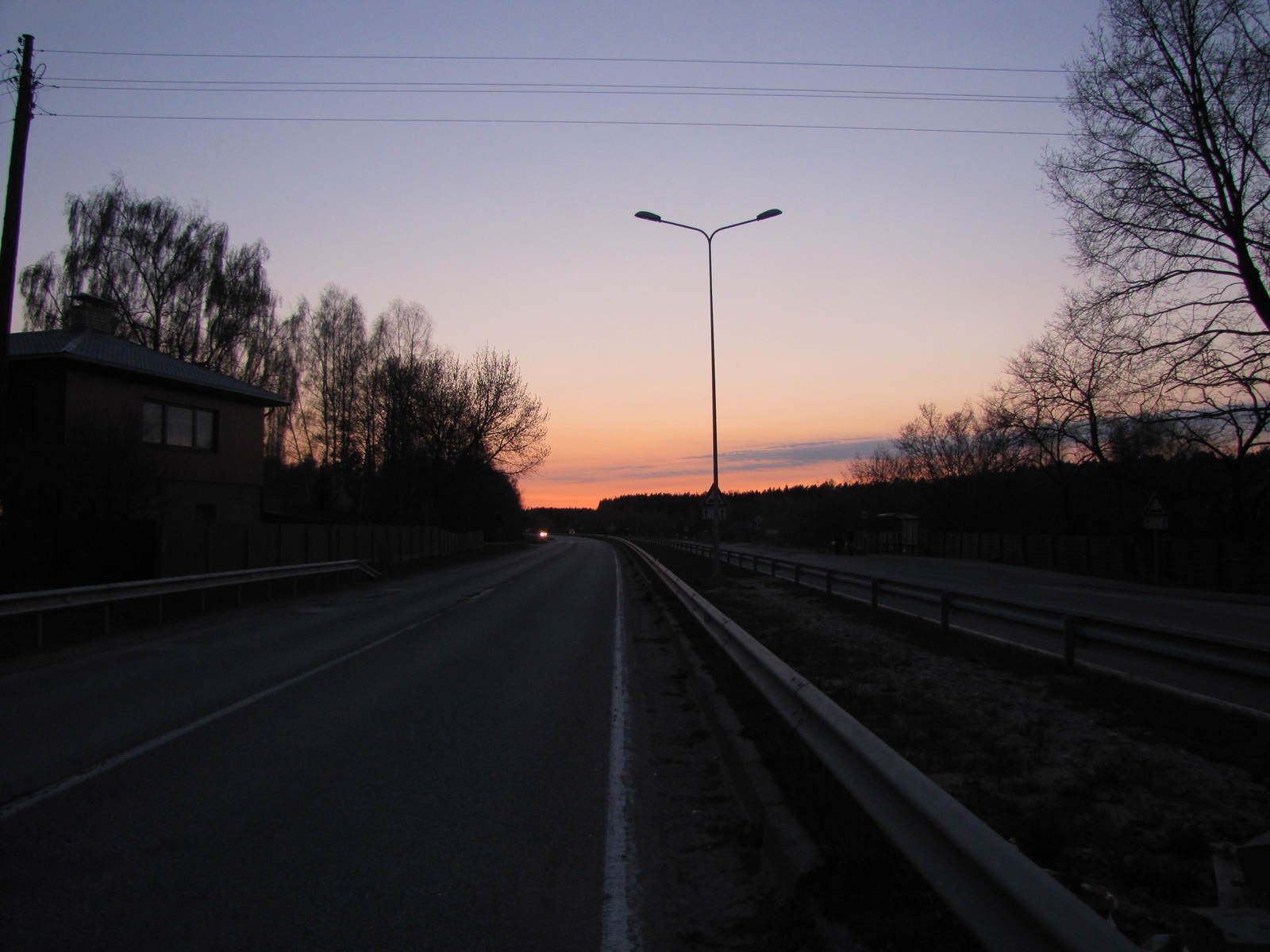
Захід сонця у Спілве
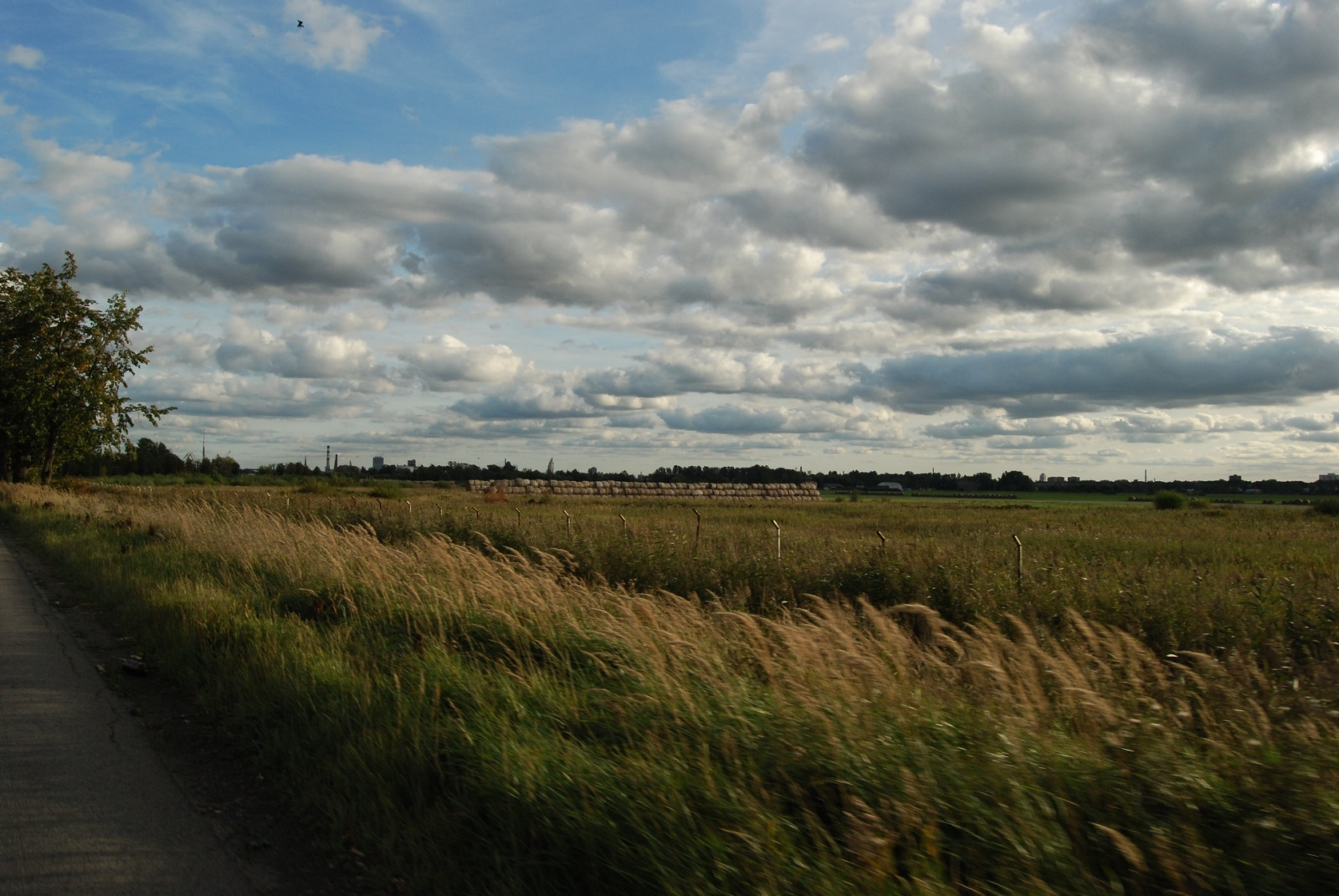
Вигляд на Спілве зі злітно-посадкової смуги аеропорту